# Overexposed
Albums de Maroon 5
Hands All Over
(2010) V
(2014)
Singles
1. Payphone
Sortie : 16 avril 2012
2. One More Night
Sortie : 19 juin 2012
3. Daylight
Sortie : 27 novembre 2012
4. Love Somebody
Sortie : 14 mai 2013

Overexposed est le quatrième album studio du groupe Maroon 5, sorti le 26 juin 2012.

## Pistes
| 1.    | One More Night                   | 3:39 |
| 2.    | Payphone (featuring Wiz Khalifa) | 3:51 |
| 3.    | Daylight                         | 3:45 |
| 4.    | Lucky Strike                     | 3:05 |
| 5.    | The Man Who Never Lied           | 3:25 |
| 6.    | Love Somebody                    | 3:49 |
| 7.    | Ladykiller                       | 2:44 |
| 8.    | Fortune Teller                   | 3:23 |
| 9.    | Sad                              | 3:14 |
| 10.   | Tickets                          | 3:29 |
| 11.   | Doin' Dirt                       | 3:31 |
| 12.   | Beautiful Goodbye                | 4:15 |
| 42:19 |                                  |      |

| 13. | Moves Like Jagger (Studio Recording from The Voice performance) (featuring Christina Aguilera) | Shellback, Blanco | 3:21 |

| 13. | Wipe Your Eyes | J.R. Rotem, Shawn Kang (add.) | 3:34 |
| 14. | Wasted Years   | Sam Spiegel, Sam Farrar (co.) | 3:33 |
| 15. | Kiss           | Maroon 5, Mailbox (add.)      | 7:00 |

| 13. | Wipe Your Eyes      | J.R. Rotem, Shawn Kang (add.) | 3:34 |
| 14. | Wasted Years        | Sam Spiegel, Sam Farrar (co.) | 3:33 |
| 15. | Let's Stay Together | Levine                        | 3:23 |

| 16. | Moves Like Jagger (featuring Christina Aguilera)      | 3:21 |
| 17. | Payphone (featuring Wiz Khalifa) (Supreme Cuts Remix) | 4:42 |
| 18. | Payphone (featuring Wiz Khalifa) (Cutmore Remix)      | 3:12 |

| 16. | One More Night (Sticky K. Remix)                                     | 3:57 |
| 17. | Payphone (featuring Wiz Khalifa) (The Others Remix) (Pre-order only) | 4:06 |

| 16. | Moves Like Jagger (featuring Christina Aguilera)                     | 3:21 |
| 17. | One More Night (Sticky K. Remix)                                     | 3:57 |
| 18. | Payphone (featuring Wiz Khalifa) (Cutmore Remix)                     | 3:12 |
| 19. | Payphone (featuring Wiz Khalifa) (Supreme Cuts Remix)                | 4:42 |
| 20. | Payphone (featuring Wiz Khalifa) (The Others Remix) (Pre-order only) | 4:06 |

| 16. | Moves Like Jagger (featuring Christina Aguilera)         | 3:22 |
| 17. | Payphone (featuring Wiz Khalifa) (Supreme Cuts Remix)    | 4:42 |
| 18. | Payphone (featuring Wiz Khalifa) (Cutmore Remix)         | 3:12 |
| 19. | Payphone (featuring Wiz Khalifa) (Sound of Arrows Remix) | 5:03 |

Notes
- "Wipe Your Eyes" contient un échantillon de l'enregistrement "Sabali", écrit par Damon Albarn, Mariam Doumbia et Marc Moreau, et chantée par Amadou & Mariam.
- "Wasted Years" présente des échantillons de "The Thing Rill", écrit par  Richard Penniman, et chantée par Little Richard.